# Max Pohlenz
Max Pohlenz (Hänchen, 30 juli 1872 - Göttingen, 5 januari 1962) was een Duits hellenist, die zich met name heeft beziggehouden met het Oud-Griekse geestesleven.

## Leven
Max Pohlenz is in 1892 klassieke filologie gaan studeren, eerst in Erlangen en Berlijn, daarna te Göttingen bij Ulrich von Wilamowitz-Moellendorf. Van 1898 tot 1906 was hij leraar aan de Hohenzollern Schule in Berlijn. Op 1 april 1906 werd hij aangesteld als buitengewoon hoogleraar in Göttingen. In 1916 werd hij gewoon hoogleraar, als opvolger van Paul Wendland. In 1937 ging hij met emeritaat, al wilde hij wel doorgaan met colleges geven. Een conflict met de universiteitsleiding en het ministerie stond dit in de weg. Na afloop van de oorlog trad hij weer aan als docent, ondanks zijn emeritaat, en hield dit vol tot 1952. Hij heeft 45 dissertaties begeleid.

## Werk
Met name de filosofie der stoïcijnen had Pohlenz' levenslange aandacht. Dit begon met zijn proefschrift over Posidonius uit 1898, en vond verder zijn beslag in tekstuitgaven van Cicero en Plutarchus (belangrijke bronnen voor onze kennis van de Stoa), in artikelen over de taalkunde van Stoïcijnen, over Cleanthes' Hymne aan Zeus en over Seneca's dialogen, naast talloze recensies van werken die over dit onderwerp verschenen. Deze levenslange belangstelling culmineerde in wat zijn bekendste werk zou worden: Die Stoa. Geschichte einer geistigen Bewegung, waarin hij deze filosofie schetste als een geestelijke stroming van een ongeëvenaarde breedte. Beginnend met een gedetailleerde beschrijving van de leer van de oude Stoa, behandelt hij vervolgens de midden-Stoa en de betekenis daarvan binnen het geestelijk leven te Rome, om daarna over te gaan naar Philo, de Gnosis en de kerkvaders. Een gedetailleerde inhoudelijke bespreking combineert hij steeds met schetsen van de individuele filosofen.
Minder bekend gebleven is zijn werk over de Griekse tragedie (Die griechische Tragödie), over de hellenistische poëzie, over de Griekse historiografie (Herodot. Der erste Geschichtsschreiber des Abendlandes en zijn Thukydidesstudien) en de Griekse geneeskunde: epilepsie, de traditioneel als 'heilige ziekte' beschouwde aandoening, wordt in het hippocratische geschrift 'Over lucht, water en plaatsen' niet langer als door een God veroorzaakt gezien, maar als een normale ziekte met natuurlijke oorzaken.
Zijn boek Gestalten aus Hellas noemt hij een completering van zijn eerdere werk Der hellenische Mensch. Het laatst genoemde werk behandelt de Griekse mens in zijn algemeenheid, in het eerst genoemde portretteert hij beroemde Grieken als Solon van Athene, Pindarus, Demosthenes, Epicurus, Clemens van Alexandrië, etc.
Griechische Freiheit ten slotte, het enige werk van Pohlenz dat in het Engels vertaald is, behandelt het begrip 'vrijheid'. Vanaf het ontstaan van het concept 'vrijheid' tot aan de invulling daarvan in de politiek, alsook de persoonlijke invulling (de 'innerlijke vrijheid'), door heel de Griekse geschiedenis en heel het Griekse geestesleven heen.

## Biografie
- De Posidonii libris Peri Pathōn 1898, Proefschrift.
- Uitgave van Cicero's Tusculanae Disputationes, boek I en II. Leipzig, 1912.
- Aus Platos Werdezeit. Philologische Untersuchungen. 1913.
- Staatsgedanke und Staatslehre der Griechen. Leipzig 1923.
- Uitgave van Plutarchus' Moralia. Leipizg 1925
- Die griechische Tragödie. Leipzig en Berlin, 1930. Italiaanse vertaling: La tragedia greca.
- Antikes Führertum. Cicero de Officiis und Das Lebensideal des Panaitios. Leipzig 1934. Italiaanse vertaling: L'ideale di vita attiva secondo Panezio nel De officiis di Cicerone. Dit werk bevat een analyse van de eerste twee boeken van Cicero's De Officiis. Een vervolg op dit boek vormt Pohlenz´ artikel Cicero de officiis III, ook uit 1934 (te vinden in deel I van de Kleine Schriften, blz. 253-291).
- Herodot. Der erste Geschichtsschreiber des Abendlandes. Leipzig en Berlin, 1937
- Hippokrates und die Begründung der wissenschaftlichen Medizin. Berlin, 1938.
- Grundfragen der stoischen Philosophie. Göttingen, 1940.
- Der hellenische Mensch. Göttingen, 1946. Italiaanse vertaling: L' uomo greco. Storia di un movimento spirituale.
- Die Stoa. Geschichte einer geistigen Bewegung. Band I. Leipzig, 1948. Band II, Erläuterungen, 1949. Italiaanse vertaling: La Stoa. Storia di un movimento spirituale. Vertaling van Ottone De Gregorio. Florence, 1967.
- Gestalten aus Hellas. München, 1950.
- Griechische Freiheit. Heidelberg, 1955. Italiaanse vertaling: La libertà greca. Franse vertaling: La liberté grecque. Nature et évolution d'un idéal de vie. Vertaling J. Goffinet. 1956. Engelse vertaling: Freedom in Greek Life and Thought: The History of an Ideal.
- Kleine Schriften. Herausgegeben von Heinrich Dörrie. 2 Delen, Hildesheim 1965.